# 拉库布雷号爆炸事件

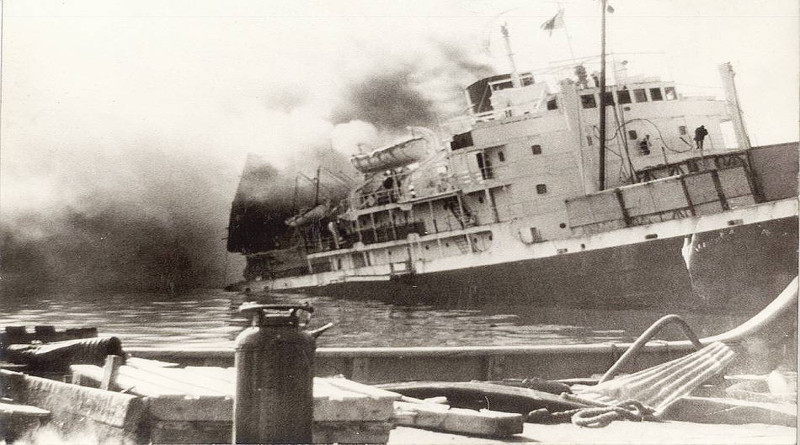
1960年3月4日，“拉库布雷号”爆炸

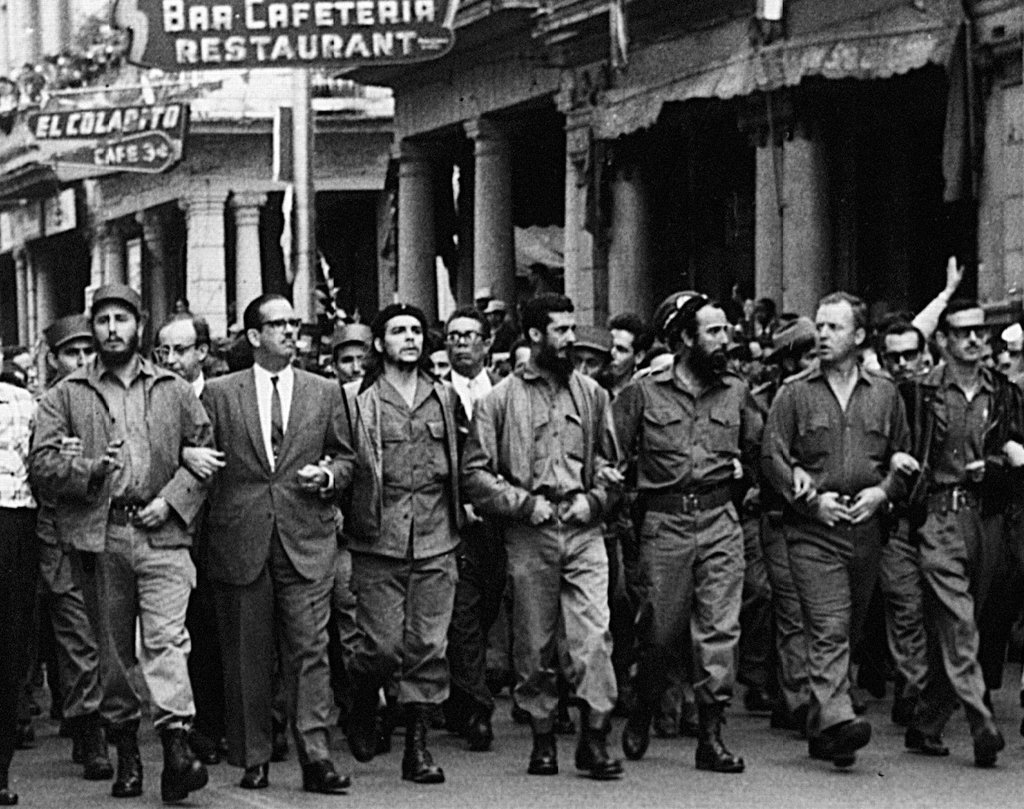
1960年3月5日，古巴哈瓦那为“拉库布雷号”爆炸的遇难者举行的悼念游行。从左到右依次为：菲德尔·卡斯特罗、奥斯瓦尔多·多尔蒂科斯·托拉多、切·格瓦拉、奥古斯托·马丁内斯·桑切斯、安东尼奥·努涅斯·希门尼斯、威廉·亚历山大·摩根和埃洛伊·古铁雷斯·梅诺约，他们正在前往克里斯托弗·哥伦布公墓。

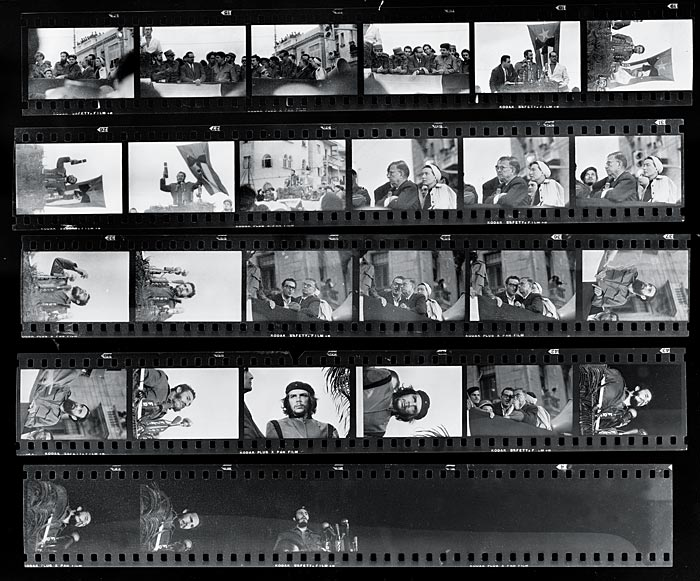
阿尔贝托·科尔达在“拉库布雷号”悼念活动上拍摄的照片，包括著名的《英雄的游击队员》（第四排，左数第三张）。

拉库布雷号爆炸事件是指1960年3月4日法国货船“拉库布雷号”在古巴首都哈瓦那的港口发生爆炸，当时它正在卸载76吨手榴弹和弹药。爆炸造成75—100人遇难，许多人受伤。古巴总理菲德尔·卡斯特罗称这是美国的破坏行为，但美国否认。
1960年3月5日，古巴摄影师阿尔贝托·科尔达在哈瓦那克里斯托弗·哥伦布公墓的悼念活动上拍摄了多张照片，其中包括《英勇的游击队员》，这张照片已成为切·格瓦拉的标志性形象。